# Mesaad Al-Hamad
Mesaad Ali Al-Hamad (Sana'a, 11 febbraio 1986) è un calciatore qatariota, difensore dell'Al-Shahaniya e della Nazionale qatariota.